# Ginástica nos Jogos Olímpicos de Verão de 1896
Nos Jogos Olímpicos de Verão de 1896, oito eventos da ginástica foram realizados no Estádio Panathinaiko em Atenas. As provas realizaram-se de 9 a 11 de abril com 71 ginastas (52 da Grécia) de oito países.

## Calendário
| Abril     | 6 | 7 | 8 | 9 | 10 | 11 | 12 | 13 | 14 | 15 |
| --------- | - | - | - | - | -- | -- | -- | -- | -- | -- |
| Ginástica |   |   |   | 6 | 2  |    |    |    |    |    |

|  | Dia de final |

## Países participantes

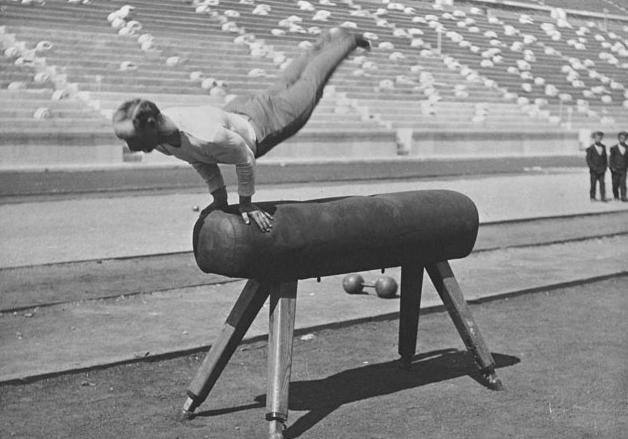
O alemão Carl Schuhmann no cavalo com alças

Em um total de onze nações, 71 atletas disputaram as provas masculinas da ginástica artística:
- BUL Bulgária (1)
- DEN Dinamarca (1)
- FRA França (1)
- GER Alemanha (11)
- GBR Grã-Bretanha (1)
- GRE Grécia (52)
- HUN Hungria (2)
- SWE Suécia (1)
- SUI Suíça (1)

## Medalhistas

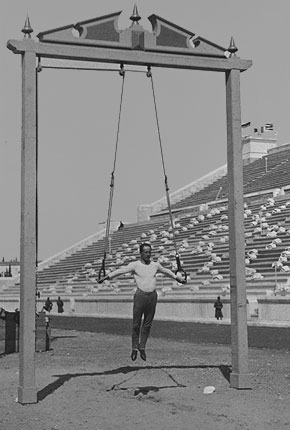
Hermann Weingärtner competiu nas argolas.

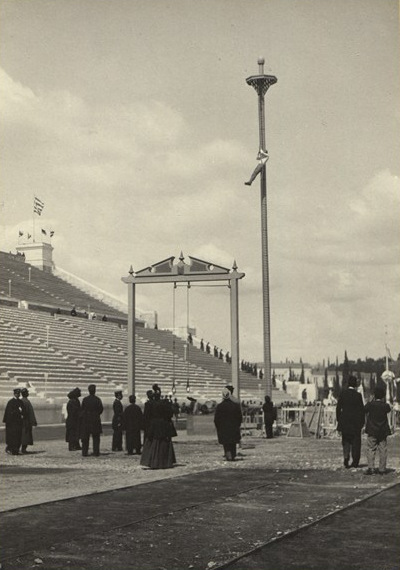
Prova de escalada de cordas.

Masculino
| Evento                                | Ouro | Prata                                                                                   | Bronze                                                                                |
| ------------------------------------- | --- | --------------------------------------------------------------------------------------- | ------------------------------------------------------------------------------------- |
| Barra fixa detalhes                   | Hermann Weingärtner GER Alemanha | Alfred Flatow GER Alemanha                                                              | Nenhuma                                                                               |
| Barras paralelas detalhes             | Alfred Flatow GER Alemanha | Louis Zutter SUI Suíça                                                                  | Nenhuma                                                                               |
| Cavalo com alças detalhes             | Louis Zutter SUI Suíça | Hermann Weingärtner GER Alemanha                                                        | Nenhuma                                                                               |
| Argolas detalhes                      | Ioannis Mitropoulos GRE Grécia | Hermann Weingärtner GER Alemanha                                                        | Petros Persakis GRE Grécia                                                            |
| Escalada de cordas detalhes           | Nikolaos Andriakopoulos GRE Grécia | Thomas Xenakis GRE Grécia                                                               | Fritz Hofmann GER Alemanha                                                            |
| Salto detalhes                        | Carl Schuhmann GER Alemanha | Louis Zutter SUI Suíça                                                                  | Hermann Weingärtner GER Alemanha                                                      |
| Barras paralelas por equipes detalhes | Conrad Böcker Alfred Flatow Gustav Flatow Georg Hilmar Fritz Hofmann Fritz Manteuffel Karl Neukirch Richard Röstel Gustav Schuft Carl Schuhmann Hermann Weingärtner GER Alemanha | Nikolaos Andriakopoulos Spyros Athanasopoulos Petros Persakis Thomas Xenakis GRE Grécia | Ioannis Chrysafis Ioannis Mitropoulos Dimitrios Loundras Filippos Karvelas GRE Grécia |
| Barra fixa por equipes detalhes       | Conrad Böcker Alfred Flatow Gustav Flatow Georg Hilmar Fritz Hofmann Fritz Manteuffel Karl Neukirch Richard Röstel Gustav Schuft Carl Schuhmann Hermann Weingärtner GER Alemanha | nenhum                                                                                  | nenhum                                                                                |

## Quadro de medalhas
| Ordem | País         | Medalha de ouro | Medalha de prata | Medalha de bronze |    | Ordem por total |
| ----- | ------------ | --------------- | ---------------- | ----------------- | -- | --------------- |
| 1     | GER Alemanha | 5               | 3                | 2                 | 10 | 1               |
| 2     | GRE Grécia   | 2               | 2                | 2                 | 6  | 2               |
| 3     | SUI Suíça    | 1               | 2                |                   | 3  | 3               |
| TOTAL | TOTAL        | 8               | 7                | 4                 | 19 | —               |